# غمار مؤنف
الغمار المؤنف (الاسم العلمي:Gammarus mucronatus) هو نوع من القشريات يتبع جنس الغمار من الفصيلة الغمارية.